# Dorrit Black
Dorothea Foster Black (23 de diciembre de 1891-13 de septiembre de 1951) fue una pintora y grabadora australiana de la escuela Modernista, conocida por ser pionera del Modernismo en Australia. Murió en 1951, a la edad de 60 años, en un accidente automovilístico.

## Biografía
Dorrit Black nació en Adelaida, en el barrio de Burnside, hija del ingeniero y arquitecto  Alfred Barham Black y de Jessie Howard Clark, artista amateur e hija de John Howard Clark, director del South Australian Register. Fue a la South Australian School of Arts and Crafts en torno a 1909, donde se dedicaba a las acuarelas, y posteriormente a la Julian Ashton Art School de Sídney en 1915, donde se centró en las pinturas al óleo.
En 1927, Black se fue sola a Londres y asistió a la Grosvenor School of Modern Art, donde experimentó con la impresión en linóleo en color mientras estudiaba con Claude Flight. Black se inspiró en Flight en el uso de patrones geométricos audaces y esquemas de colores armoniosos, En 1928, estudió en la Academia de André Lhote en París. donde siguió los "principios de composición del orden geométrico" de Lhote. En 1929, trabajó brevemente con Albert Gleizes.
Black se vio muy influenciada por los movimientos artísticos modernistas y cubistas a los que estuvo expuesta en Londres y París. Cuando regresó a su país de origen a finales de 1929, Black se había convertido en una defensora activa del estilo cubista y trajo con ella estos estilos a Australia. Black hizo una exposición en Macquarie Galleries en Sídney en 1930. Esta fue una de las seis exhibiciones de una sola mujer que presentaron su trabajo.
Dorrit Black murió en el Royal Adelaide Hospital el 13 de septiembre de 1951, a la edad de 59 años, después de un accidente automovilístico. Su cuerpo fue incinerado después de una ceremonia unitaria.

## The Modern Art Centre, Margaret Street (El Centro de Arte Moderno, Margaret Street) de Sídney
Dorrit Black estaba interesada en crear un entorno que permitiera a otros trabajar con el nuevo estilo. Estableció The Modern Art Centre, Margaret Street (Centro de Arte Moderno en Margaret Street) en Sídney en 1931, la primera galería australiana dedicada al modernismo. También fue una de las primeras galerías en Australia establecida por una mujer. Durante los siguientes años, the Modern Art Centre se convirtió en una "fuente de inspiración y apertura a una visión más amplia" para artistas como Nancy Hall. Albergó exposiciones pequeñas pero significativas de artistas que se convirtieron en importantes defensores del modernismo australiano, entre los que cabe mencionar a Roland Wakelin, Grace Crowley, Grace Cossington Smith, Ralph Balson y Rah Fizelle.

## Obra
Black creó la mayoría de sus linóleos en la década de 1930. Se centró en la acuarela a finales de la década de 1930 y luego volvió a trabajar en pintura al óleo. Se instaló en Adelaida, en la Australia meridional, a finales de la década de 1930 con su anciana madre, donde pintó muchos paisajes de las colinas de Adelaida y la costa del sur.
Los grabados en linóleo de Black son parte integral de su práctica artística. "Ella capturó la energía de la era moderna". A medida que se hacía mayor, "la vitalidad del mundo natural" se volvió fundamental. "Air Travel 3:  The pineapple plantation (La plantación de piñas)" es un ejemplo de estos grabados en linóleo de Black. La realización de linóleos le permitió abstraerse del objeto de la obra, eliminando detalles y enfatizando la estructura. La abstracción le permitió comunicar sensaciones.
Destaca por su pintura del puente del puerto de Sídney mientras se construía. Black fue finalista del Premio Archibald de retratos en 1931. La Art Gallery of South Australia (Galería de Arte de Australia Meridional) compró su obra Mirmande (1928) en 1940.
Black pintó el puente del puerto de Sídney en varias etapas durante su construcción. Pintó el puente en colores brillantes, como aguamarina y "pavo real brillante". The Bridge, de Black, fue el primer paisaje cubista de Australia. Fue pintado en 1930, en Sídney.
Al regresar a Adelaida, Black dio clases a tiempo parcial en la  South Australian School of Art (Escuela de Arte de Australia del Sur). Fue miembro de la South Australian Society of Arts y Contemporary Art Society.

## Actividad profesional y reconocimiento
Las mujeres fueron pioneras del modernismo en Australia, y Black fue "una fuerza fundamental en la educación de los australianos en la apreciación del arte moderno". Su trabajo fue descrito por el crítico Ivor Francis como:
profundamente respetada por el grupo más informado de los artistas de Adelaida. Desde su regreso aquí hace unos 20 años, ha sido tan constantemente relegada e ignorada artísticamente que es sorprendente cómo mantuvo el coraje para luchar contra tantos prejuicios y malentendidos. Considerada como no suficientemente "avanzada" por una parte, y demasiado "moderna" por la otra, pasarán muchos años antes de que su excepcional talento pueda apreciarse adecuadamente en su contexto, como seguramente será.
Su trabajo se exhibe en las colecciones de la Galería Nacional de Australia, así como en muchas galerías estatales y regionales, y en el Victoria and Albert Museum de Londres. La Art Gallery of South Australia organizó una retrospectiva itinerante de su trabajo en 1975, que fue una importante exposición de su trabajo, entre el 14 de junio y el 7 de septiembre de 2014.